# Friuli Grave Pinot bianco
Il Friuli Grave Pinot Bianco è un vino DOC la cui produzione è consentita nelle province di Pordenone e Udine.

## Caratteristiche organolettiche
- colore: paglierino più o meno intenso.
- odore: caratteristico.
- sapore: secco, armonico, vivace nel tipo specifico.

## Produzione
Provincia, stagione, volume in ettolitri
- Pordenone  (1990/91)  15533,77
- Pordenone  (1991/92)  15398,65
- Pordenone  (1992/93)  16994,91
- Pordenone  (1993/94)  17509,42
- Pordenone  (1994/95)  18238,64
- Pordenone  (1995/96)  16404,1
- Pordenone  (1996/97)  20093,16
- Udine  (1990/91)  4525,25
- Udine  (1991/92)  4430,27
- Udine  (1992/93)  5082,76
- Udine  (1993/94)  5098,34
- Udine  (1994/95)  3705,44
- Udine  (1995/96)  3626,02
- Udine  (1996/97)  4523,32